# 安芸郵便局
安芸郵便局（あきゆうびんきょく）は高知県安芸市にある郵便局。民営化前の分類では集配普通郵便局であった。

## 概要
住所：〒784-8799 高知県安芸市西浜139-1

## 沿革
- 1872年9月3日（明治5年8月1日） - 安喜（あき）郵便取扱所として開設[1]。
- 1874年（明治7年） - 安芸郵便取扱所に改称。
- 1875年（明治8年）1月1日 - 安芸郵便局（五等）となる。
- 1882年（明治15年） - 為替・貯金取扱を開始。
- 1894年（明治27年）3月16日 - 安芸郵便電信局となる。
- 1903年（明治36年）4月1日 - 通信官署官制の施行に伴い安芸郵便局となる。
- 1951年（昭和26年）12月1日 - 電気通信業務を、新設の安芸電報電話局に移管[2]。
- 1952年（昭和27年）2月1日 - 特定郵便局から普通郵便局に局種別改定[3]。
- 1955年（昭和30年）11月1日 - 伊尾木郵便局[4]から集配業務を移管。
- 1956年（昭和31年）4月 - 局舎新築落成。
- 1956年（昭和31年）10月1日 - 電話通話および和文電報受付事務の取扱を開始。
- 1990年（平成2年）2月26日 - 井ノ口郵便局から集配業務を移管。
- 1992年（平成4年）8月3日 - 外国通貨の両替および旅行小切手の売買に関する業務取扱を開始。
- 2006年（平成18年）9月11日 - 入河内郵便局から「784-02xx」区域の集配業務を移管[5]。
- 2007年（平成19年）10月1日 - 民営化に伴い、併設された郵便事業安芸支店に一部業務を移管。
- 2012年（平成24年）10月1日 - 日本郵便株式会社発足に伴い、郵便事業安芸支店を安芸郵便局に統合。
- 2016年（平成28年）8月22日 - 芸西郵便局から「781-57xx」区域の集配業務を移管。
- 2018年（平成30年）2月26日 - 安芸市矢ノ丸から同市西浜に移転[6]。

## 取扱内容
- 郵便、印紙、ゆうパック、内容証明
- 貯金、為替、振替、振込、国際送金、外貨両替・トラベラーズチェック、国債、投資信託
- 生命保険、バイク自賠責保険、自動車保険、がん保険、引受条件緩和型医療保険
- ゆうちょ銀行ATM
- 「784-00xx」「781-57xx」「784-02xx」区域（安芸市の全域、香美市（物部町中津尾）、安芸郡芸西村の全域）の集配業務
- ゆうゆう窓口

## 周辺
- 安芸市役所
- 安芸警察署
- 高知県立安芸中学校・高等学校
- 安芸市立安芸中学校
- 国道55号

## アクセス
- 土佐くろしお鉄道ごめん・なはり線 安芸駅から徒歩約8分
- 高知東部交通バス 大橋停留所、もしくは安芸市元気バス安芸郵便局前停留所下車
- 駐車場あり：15台